# Stephanie Rehe
| Posities op de WTA-ranglijst Positie per einde seizoen: \| jaar \| rang enkelspel \| rang dubbelspel \| \| ---- \| -------------- \| --------------- \| \| 1985 \| 18 \| – \| \| 1986 \| 19 \| 88 \| \| 1987 \| 28 \| 80 \| \| 1988 \| 14 \| 61 \| \| 1990 \| 58 \| – \| \| 1991 \| 125 \| 45 \| \| 1992 \| 74 \| 12 \| |                |                 |
| jaar | rang enkelspel | rang dubbelspel |
| 1985 | 18             | –               |
| 1986 | 19             | 88              |
| 1987 | 28             | 80              |
| 1988 | 14             | 61              |
| 1990 | 58             | –               |
| 1991 | 125            | 45              |
| 1992 | 74             | 12              |

Stephanie Rehe (Fontana, 5 november 1969) is een voormalig tennisspeelster uit de Verenigde Staten van Amerika. Haar beide ouders kwamen uit Duitsland. Zij speelt rechtshandig en heeft een tweehandige backhand. Bij de junioren werd zij de nummer één van de Verenigde Staten in successievelijk iedere leeftijdsgroep (12, 14, 16, 18 jaar). Zij was actief in het proftennis van 1983 tot en met 1993, terwijl zij nog tot in 1987 studeerde aan de San Gorgonio High School in San Bernardino (Californië).

## Loopbaan

### Junioren
Op Wimbledon 1984 won Rehe de meisjesdubbelspeltitel, samen met landgenote Caroline Kuhlman – in de finale versloegen zij het Sovjet-koppel Viktorija Milvidskaja en Larisa Savtsjenko.

### Enkelspel
Rehe debuteerde in 1983 als kwalificante op het WTA-toernooi van Rome (gehouden in Perugia). Zij won in januari 1984 haar eerste partij van een hoofdtoernooi, op het WTA-toernooi van Pennsylvania (gehouden in Hershey). In mei van dat jaar had zij haar grandslamdebuut op Roland Garros. In 1985 won zij haar eerste grandslampartijen, op Wimbledon, waar zij in de derde ronde verloor van Steffi Graf. In september van dat jaar stond zij voor het eerst in een finale, op het WTA-toernooi van Salt Lake City – hier veroverde zij haar eerste titel, door de Amerikaanse Camille Benjamin te verslaan; zij verloor geen enkele set gedurende het gehele toernooi. In totaal won zij vijf WTA-titels, de laatste in 1988 in San Diego.
Haar beste resultaat op de grandslamtoernooien is het bereiken van de vierde ronde. Haar hoogste notering op de WTA-ranglijst is de tiende plaats, die zij bereikte in maart 1989.

### Dubbelspel
Wegens een rugoperatie speelde Rehe in 1989 en de helft van 1990 niet. Vanaf 1991 behaalde zij in het dubbelspel betere resultaten dan in het enkelspel. Zij stond dat jaar voor het eerst in een finale, op het WTA-toernooi van Straatsburg, samen met landgenote Lori McNeil – hier veroverde zij haar eerste titel, door het koppel Manon Bollegraf en Mercedes Paz te verslaan. In totaal won zij twee WTA-titels, de andere in 1992 op het Tier II-toernooi van Indian Wells, samen met de Duitse Claudia Kohde-Kilsch.
Haar beste resultaat op de grandslamtoernooien is het bereiken van de halve finale, op het Australian Open 1992, met de Nederlandse Brenda Schultz aan haar zijde. Haar hoogste notering op de WTA-ranglijst is de tiende plaats, die zij bereikte in oktober 1992.

#### Gemengd dubbelspel
In deze discipline bereikte zij de kwartfinale op het Australian Open 1992, samen met de Kroaat Goran Ivanišević.

### Na de tennisloopbaan
In het voorjaar van 1993, op 23-jarige leeftijd, beëindigde zij haar tenniscarrière. Zij studeerde voor fysiotherapeut, studeerde met lof af in 2001, en houdt praktijk in Palm Desert (Californië).

## Palmares
| Legenda                |
| ---------------------- |
| Grandslamtoernooi      |
| Olympische Spelen      |
| Year-End Championships |
| Tier I                 |
| Tier II                |
| Tier III               |
| Tier IV & V            |

### WTA-finaleplaatsen enkelspel
| nr.              | finale     | toernooi           | ondergrond | tegenstandster    | score         |
| ---------------- | ---------- | ------------------ | ---------- | ----------------- | ------------- |
| gewonnen finales |            |                    |            |                   |               |
| 1.               | 1985-09-15 | WTA Salt Lake City | hardcourt  | Camille Benjamin  | 6-2, 6-4      |
| 2.               | 1985-11-10 | WTA Tampa          | hardcourt  | Gabriela Sabatini | 6-4, 6-7, 7-5 |
| 3.               | 1987-10-18 | WTA San Juan       | hardcourt  | Camille Benjamin  | 7-5, 7-6      |
| 4.               | 1988-04-24 | WTA Taipei         | tapijt (i) | Brenda Schultz    | 6-4, 6-4      |
| 5.               | 1988-08-07 | WTA San Diego      | hardcourt  | Ann Grossman      | 6-1, 6-1      |
| verloren finales |            |                    |            |                   |               |
| 1.               | 1986-08-03 | WTA San Diego      | hardcourt  | Melissa Gurney    | 2-6, 4-6      |
| 2.               | 1988-04-17 | WTA Japan (Tokio)  | hardcourt  | Patty Fendick     | 3-6, 5-7      |

### WTA-finaleplaatsen vrouwendubbelspel
| nr.              | finale     | toernooi          | ondergrond | partner              | tegenstandsters                 | score         |
| ---------------- | ---------- | ----------------- | ---------- | -------------------- | ------------------------------- | ------------- |
| gewonnen finales |            |                   |            |                      |                                 |               |
| 1.               | 1991-05-26 | WTA Straatsburg   | gravel     | Lori McNeil          | Manon Bollegraf Mercedes Paz    | 6-7, 6-4, 6-4 |
| 2.               | 1992-03-01 | WTA Indian Wells  | hardcourt  | Claudia Kohde-Kilsch | Jill Hetherington Kathy Rinaldi | 6-3, 6-3      |
| verloren finales |            |                   |            |                      |                                 |               |
| 1.               | 1992-04-12 | WTA Japan (Tokio) | hardcourt  | Kimiko Date          | Amy Frazier Rika Hiraki         | 7-5, 6-7, 0-6 |
| 2.               | 1992-10-04 | WTA Bayonne       | tapijt (i) | Claudia Kohde-Kilsch | Linda Ferrando Petra Langrová   | 6-1, 3-6, 4-6 |

### Gewonnen ITF-toernooien enkelspel
| nr. | finale     | toernooi | dotatie | ondergrond | tegenstandster in finale | score         |
| --- | ---------- | -------- | ------- | ---------- | ------------------------ | ------------- |
| 1.  | 1992-08-02 | Norfolk  | $10.000 | hardcourt  | Nana Miyagi              | 6-2, 0-6, 6-3 |

## Resultaten grandslamtoernooien
| Legenda | Legenda                          |
| ------- | -------------------------------- |
| g.t.    | geen toernooi gehouden           |
| l.c.    | lagere categorie                 |
| –       | niet deelgenomen                 |
| G       | uitgeschakeld in de groepsfase   |
| 1R      | uitgeschakeld in de eerste ronde |
| 2R      | uitgeschakeld in de tweede ronde |
| 3R      | uitgeschakeld in de derde ronde  |
| 4R      | uitgeschakeld in de vierde ronde |
| KF      | uitgeschakeld in de kwartfinale  |
| HF      | uitgeschakeld in de halve finale |
| F       | de finale verloren               |
| W       | het toernooi gewonnen            |
| w-v     | winst/verlies-balans             |

### Enkelspel
| toernooi        | 1984 | 1985 | 1986 | 1987 | 1988 |    | 1991 | 1992 | 1993 |
| --------------- | ---- | ---- | ---- | ---- | ---- | -- | ---- | ---- | ---- |
| Australian Open | –    | –    | g.t. | –    | –    | –  | 2R   | 2R   |      |
| Roland Garros   | 1R   | –    | –    | 4R   | 1R   | 2R | –    | –    |      |
| Wimbledon       | –    | 3R   | 1R   | –    | 3R   | 1R | –    | –    |      |
| US Open         | 1R   | 1R   | 4R   | –    | 4R   | –  | 2R   | –    |      |

### Vrouwendubbelspel
| Australian Open | g.t. | –  | –  | HF | 2R |
| Roland Garros   | –    | 1R | 1R | –  | –  |
| Wimbledon       | 1R   | 2R | 2R | –  | –  |
| US Open         | 1R   | 3R | –  | 3R | –  |

### Gemengd dubbelspel
| toernooi        | 1988 |    | 1991 | 1992 | 1993 |
| --------------- | ---- | -- | ---- | ---- | ---- |
| Australian Open | –    | –  | KF   | 2R   |      |
| Roland Garros   | 2R   | 2R | –    | –    |      |
| Wimbledon       | 1R   | 1R | –    | –    |      |
| US Open         | –    | –  | –    | –    |      |